# Schizaspidia andamanensis
Schizaspidia andamanensis is een vliesvleugelig insect uit de familie Eucharitidae. De wetenschappelijke naam is voor het eerst geldig gepubliceerd in 1942 door Mani.